# SNK Psycho Soldier Hardware
SNK Psycho Soldier Hardware es una Placa de arcade creada por SNK destinada a los salones arcade.

## Descripción
El SNK Psycho Soldier Hardware fue lanzada por SNK en 1986.
El sistema tenía dos procesadores Z80, operando a una frecuencia de 4 MHz. Para el audio cuenta con un Z80 operando a 4 MHz y  2 chips de sonido: un  YM3812 a 4 MHz y un Y8950 a 4 MHz.
En esta placa funcionaron 6 títulos creados por SNK: Chopper I / Koukuu Kihei Monogatari : The Legend of Air Cavalry, Guerrilla War / Guevara, Psycho Soldier, Touchdown Fever, Touchdown Fever II y Victory Road / Dogou Souken.

## Especificaciones técnicas

### Procesador
- 2x Z80 trabajando a 4 MHz

### Audio
- Z80 trabajando a 4 MHz

Chips de sonido:
- 2x YM3812 trabajando a 4 MHz
- 2x Y8950 trabajando a 4 MHz

## Lista de videojuegos
- Chopper I / Koukuu Kihei Monogatari : The Legend of Air Cavalry
- Guerrilla War / Guevara
- Psycho Soldier
- Touchdown Fever
- Touchdown Fever II
- Victory Road / Dogou Souken